# NGC 5216
NGC 5216 este o interacțiune de galaxii situată în constelația Ursa Mare. A fost descoperită în 19 martie 1790 de către William Herschel. Se află la o distanță de 41,6 de megaparseci de Pământ.